# Tonicia chilensis
Tonicia chilensis is een keverslakkensoort uit de familie van de Chitonidae. De wetenschappelijke naam van de soort is voor het eerst geldig gepubliceerd in 1827 door Frembly.